# Gymnogeophagus pseudolabiatus
Gymnogeophagus pseudolabiatus es una especie de pez de agua dulce que integra el género Gymnogeophagus, de la familia de los cíclidos. Habita en el centro-este de América del Sur.

## Taxonomía
Esta especie fue descrita originalmente en el año 2015 por los ictiólogos Luiz Roberto Malabarba, Maria Claudia de Souza Lima Malabarba y Roberto Esser dos Reis.
Pertenece al clado denominado Gymnogeophagus grupo gymnogenys.
Localidad tipo
La localidad tipo referida es: “Santana do Livramento, río Sarandí III, afluente del río Cuareim, un tributario del río Uruguay sobre el camino a Santana do Livramento del Quaraí, en las coordenadas: 30°34′40″S 56°04′08″O / -30.57778, -56.06889, Río Grande del Sur, Brasil”.
Holotipo
El ejemplar holotipo designado es el catalogado como: MCP 35027, un macho adulto el cual midió 92,3 mm. Fue colectado el 10 de diciembre de 1992 por R. E. Reis, P. H. Wimberger y J. F. P. Silva.
Etimología
Etimológicamente el término específico pseudolabiatus se construye con la palabra en idioma griego pseudos, que significa 'falso' y labiatus, que refiere a otra especie del mismo género que también presenta los labios bien desarrollados.

## Morfología
Gymnogeophagus pseudolabiatus comparte con G. labiatus el poseer labios gruesos, muy desarrollados, y el labio inferior con profunda muesca medial; se puede distinguir porque G. pseudolabiatus muestra una banda oscura que no se extiende al ojo y las aletas dorsal, anal y caudal están parcial o totalmente cubiertas de puntos circulares bien definidos, mientras que a G. labiatus una banda oscura le cruza el ojo y presenta aletas dorsal y caudal con rayas longitudinales (a veces desdibujadas) y aleta anal con una o dos series de pequeños puntos cerca de su base.

## Distribución geográfica
Se distribuye en el noroeste de Uruguay y en el sudoeste del estado brasileño de Río Grande del Sur; habita en cursos fluviales subtropicales de la cuenca del río Cuareim, la cual es parte de la del río Uruguay, el que pertenece a la cuenca del Plata.

## Conservación
Según los criterios de la organización internacional dedicada a la conservación de los recursos naturales Unión Internacional para la Conservación de la Naturaleza (IUCN), al no detectársele amenazas específicas, Gymnogeophagus pseudolabiatus puede ser categorizada como una especie bajo “preocupación menor” en la Lista Roja de Especies Amenazadas.